# Новосадски округ
Новосадски округ (немачки: Bezirk Neusatz) је био један од пет округа Војводства Србије и Тамишког Баната (крунске области Аустријског царства) између 1850. и 1860. године. Управни центар округа био је Нови Сад.

## Историја
Војводство Србија и Тамишки Банат формирано је 1849. године и првобитно је подељено на три округа: Бачко-торонталски, Темишварско-крашовски и Сремски. 1850. године је војводство подељено на пет округа, а нови Новосадски округ је укључио подручје некадашњег Сремског округа и део подручја некадашњег Бачко-торонталског округа.
1860. године укинути су и Војводство Србија и Тамишки Банат и његови окрузи, а територија Новосадског округа је тада административно подељена између Бачко-бодрошке жупаније (у саставу аустријске Краљевине Угарске) и Сремске жупаније (у саставу аустријске Краљевине Славоније).

## Географија
Новосадски округ је укључивао јужну Бачку и северни Срем. Граничио се са Сомборским округом на северу, Бечкеречким округом на североистоку, аустријском Војном крајином на југоистоку и аустријском Краљевином Славонијом на западу.

## Демографија
По попису из 1850. године, округ је имао 236.943 становника, од чега:
- Срба = 100.382 (42,37%)
- Немаца = 45.936 (19,39%)
- Мађара = 30.450 (12,85%)
- Словака = 20.683 (8,73%)
- Шокаца = 13.665 (5,77%)
- Јевреја = 2.098 (0,89%)

## Градови
Најважнији градови у округу:
- Бач
- Илок
- Инђија
- Ириг
- Нови Сад
- Оџаци
- Паланка
- Рума
- Сентомаш
- Стари Бечеј
- Темерин
- Футог
- Шид

Изузев Илока који се данас налази у Хрватској, сви поменути градови су данас у саставу Србије.